# Deutsche Meisterschaften im Bahnradsport 2016

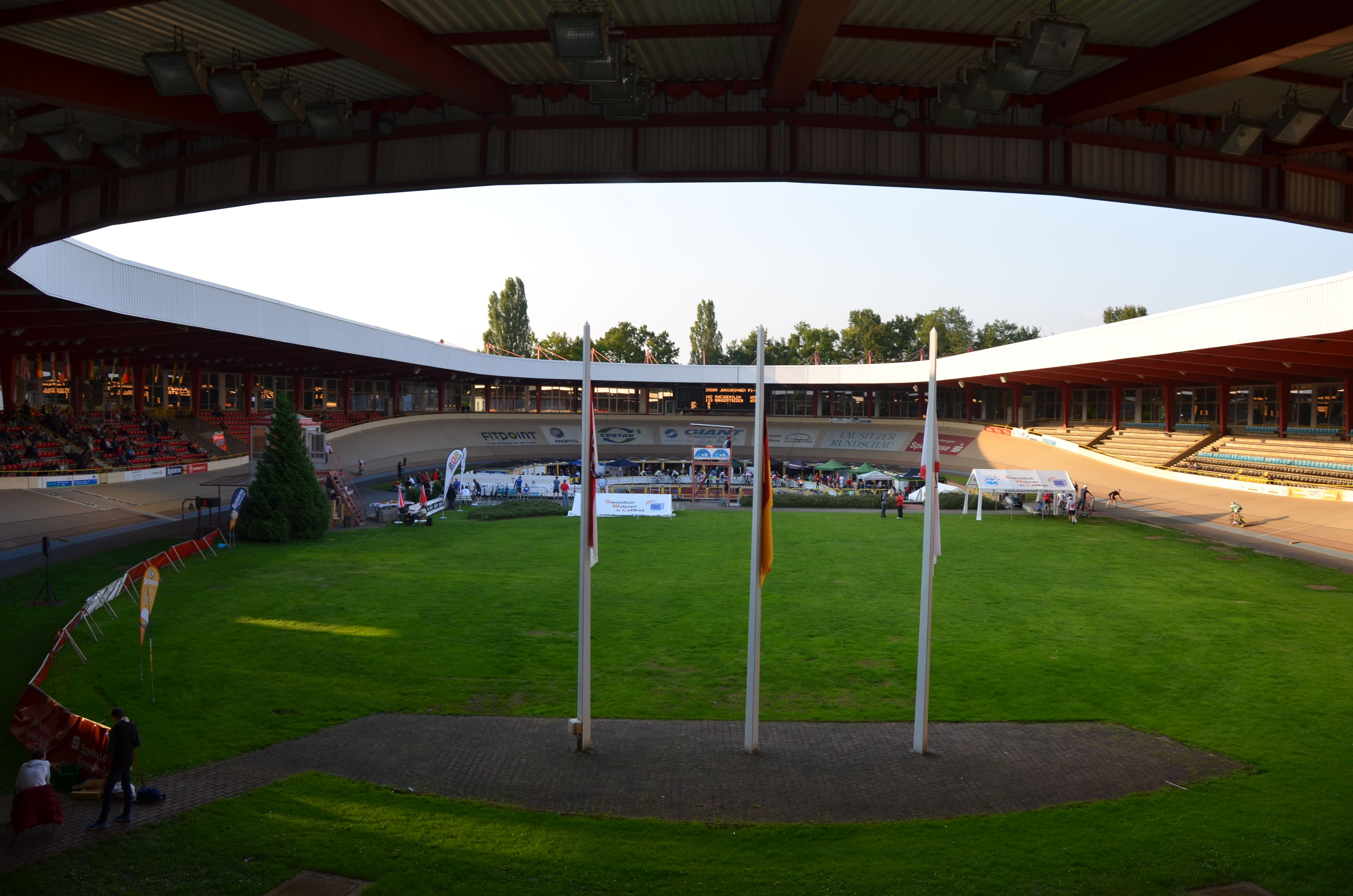
Das Cottbuser Radstadion

Die 130. Deutschen Meisterschaften im Bahnradsport fanden vom 24. bis 28. August 2016 im Cottbuser Radstadion statt. Ausrichter war der RK Endspurt 09 Cottbus. Fünf Mal wurden seit 1993 die deutschen Bahnmeisterschaften in Cottbus ausgetragen, zuletzt 2014.
An den fünf Tagen der Meisterschaften standen 43 Entscheidungen in der Elite, bei Junioren und Jugend auf dem Programm. Insgesamt waren rund 300 Sportlerinnen und Sportler am Start.
Während der Veranstaltung wurden bei hohen Temperaturen mehrere Bahnrekorde aufgestellt, darunter der über 1000 Meter der Männer durch Joachim Eilers mit 1:01,837 Minute. Der Bahnrekord über 4000 Meter, den Domenic Weinstein gehalten hatte, wurde zweimal gebrochen, zunächst in der Qualifikation der Einerverfolgung durch Roger Kluge und im Finale durch den neuen deutschen Meister Marco Mathis, der die Strecke in 4:31,544 Minuten absolvierte. Der Junioren-Bahnvierer des Landesverbandes Brandenburg fuhr mit 4:23,187 Minuten einen neuen Bahnrekord in der Qualifikation und holte im Finale den NRW-Vierer ein.
Olympiateilnehmer Roger Kluge gewann das Punktefahren, und Olympiasiegerin Kristina Vogel errang ihren 15. und 16. nationalen Titel in Sprint und Teamsprint (mit Pauline Grabosch). Maximilian Levy entschied die Wettbewerbe im Sprint und im Keirin für sich. Max Kanter gewann in seinem ersten Elitejahr das abschließende Scratch-Rennen, nachdem er zuvor schon im Zweier-Mannschaftsfahren gemeinsam mit Marcel Franz die Silbermedaille errungen hatte. Erfolgreichster Sportler im Ausdauerbereich war Marco Mathis mit zwei Titeln in der Einer- und der Mannschaftsverfolgung sowie einer Silbermedaille im Punktefahren hinter Kluge.
Überragender Sportler bei den Junioren war Carl Hinze, der drei Titel errang, im Sprint, im Keirin und im Teamsprint. Die Juniorin Pauline Grabosch wiederum siegte in allen vier Kurzzeit-Wettbewerben für Juniorinnen und holte sich zudem gemeinsam mit Kristina Vogel den Titel im Teamsprint der Frauen. Überragende Teilnehmerin bei den Juniorinnen im Ausdauerbereich war Franziska Brauße mit drei Titeln.

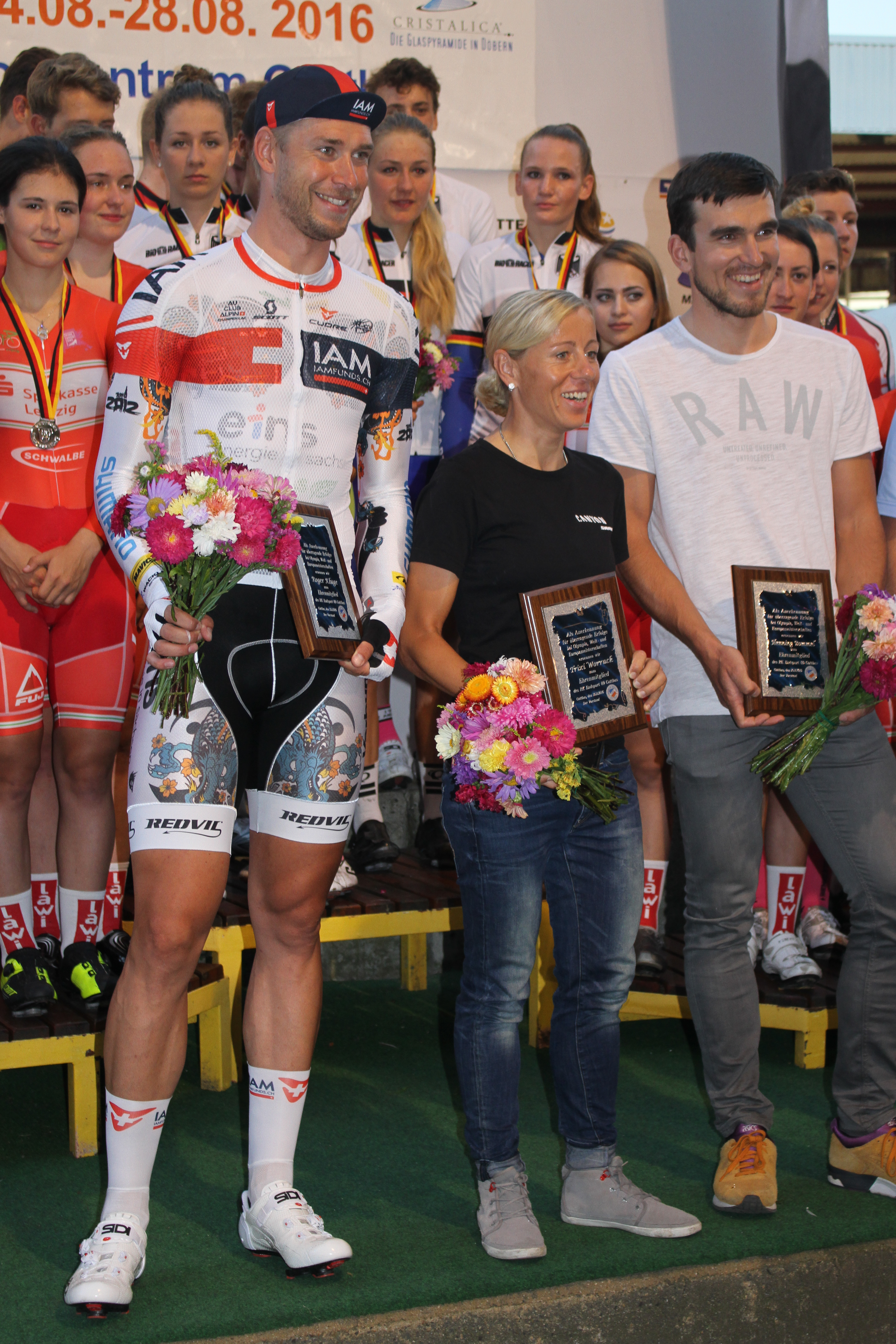
V. l. n. r.: Roger Kluge, Trixi Worrack, Henning Bommel

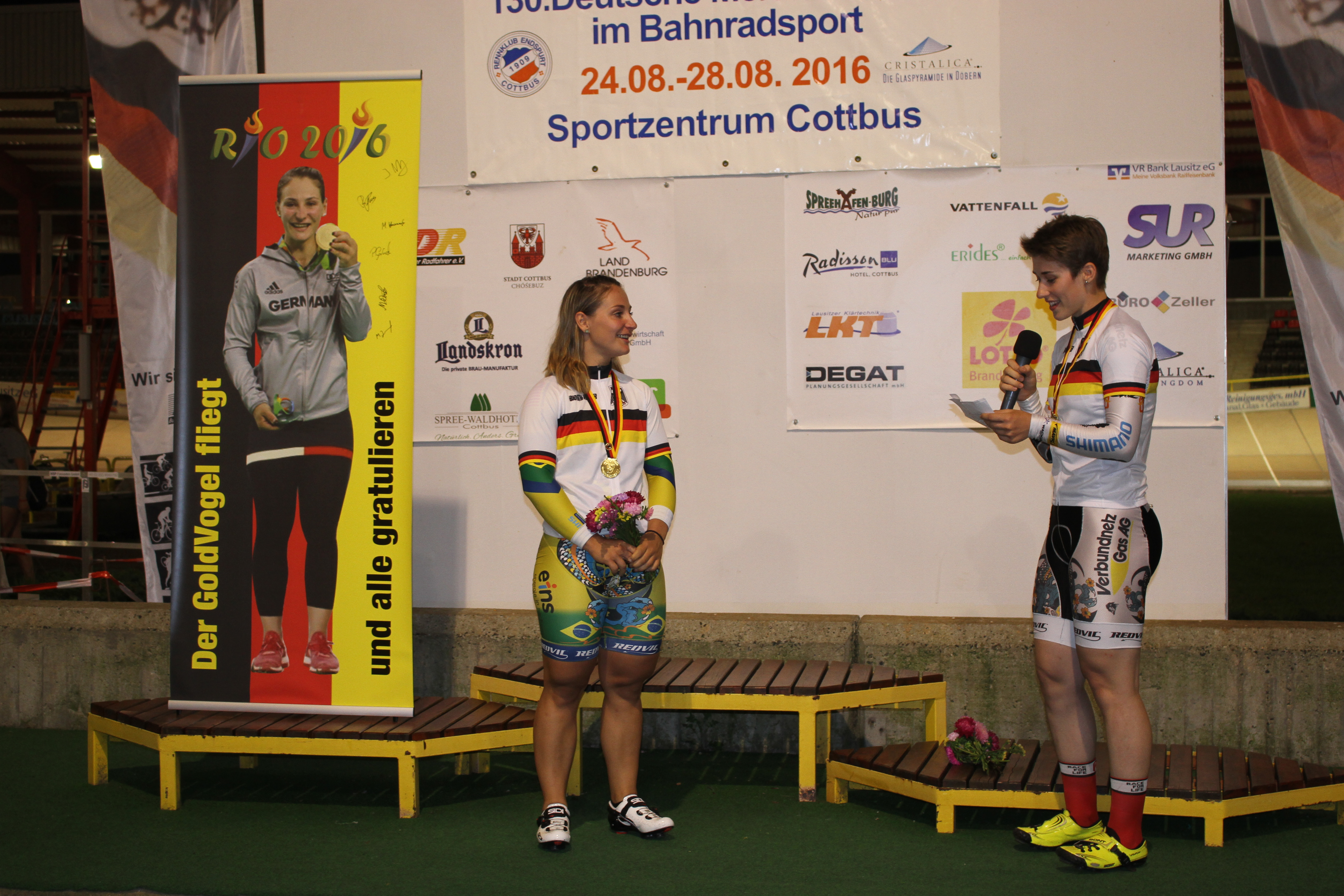
Pauline Grabosch (r.) bedankt sich mit Rede und Geschenk bei Kristina Vogel

Im Rahmen der Meisterschaften wurden Trixi Worrack, Roger Kluge und Henning Bommel als Ehrenmitglieder in den RK Endspurt Cottbus aufgenommen. Pauline Grabosch bedankte sich mit einer Rede bei ihrer Teamsprint-Partnerin Kristina Vogel für deren Leistungen und Kameradschaft und beschenkte sie mit einem lebensgroßen Porträt mit der Aufschrift „Der Goldvogel fliegt und alle gratulieren“.
Die deutschen Meisterschaften im Omnium wurden am 16./17. Dezember 2016 in der Oderlandhalle in Frankfurt (Oder) ausgetragen.

## Zeitplan (Elite)
| Datum                  | Disziplinen Männer                                                         | Disziplinen Frauen                           |
| ---------------------- | -------------------------------------------------------------------------- | -------------------------------------------- |
| Mittwoch, 24. August   |                                                                            |                                              |
| Donnerstag, 25. August | Zeitfahren (1000 m), Einerverfolgung (4000 m)                              | Zeitfahren (500 m), Einerverfolgung (3000 m) |
| Freitag, 26. August    | Teamsprint, Punktefahren                                                   | Keirin, Mannschaftsverfolgung (3000 m)       |
| Samstag, 27. August    | Sprint, Zweier-Mannschaftsfahren (Madison), Mannschaftsverfolgung (4000 m) | Teamsprint, Punktefahren                     |
| Sonntag, 28. August    | Keirin, Scratch                                                            | Sprint, Scratch                              |

## Ergebnisse

### Männer und Frauen

#### Sprint
| Männer |                 |                        |
| #      | Name            | Verein/Team            |
|        | Maximilian Levy | Team Erdgas.2012       |
|        | Tobias Wächter  | Schweriner SC          |
|        | Eric Engler     | Track Team Brandenburg |

| Frauen |                |                  |
| #      | Name           | Verein/Team      |
|        | Kristina Vogel | Team Erdgas.2012 |
|        | Emma Hinze     | RSC Cottbus      |
|        | Daniela Gaß    | RSV Rülzheim     |

#### Keirin
| Männer |                 |                    |
| #      | Name            | Verein/Team        |
|        | Maximilian Levy | Team Erdgas.2012   |
|        | Jan May         | RSC Turbine Erfurt |
|        | Marc Jurczyk    | RSC Turbine Erfurt |

| Frauen |               |               |
| #      | Name          | Verein/Team   |
|        | Emma Hinze    | RSC Cottbus   |
|        | Daniela Gaß   | RSV Rülzheim  |
|        | Jo Ellen Look | Schweriner SC |

#### Teamsprint
| Männer |                                             |                        |            |
| #      | Name                                        | Verein/Team            | Zeit (min) |
|        | Eric Engler Robert Förstemann Robert Kanter | Track Team Brandenburg | 1:00,250   |
|        | Richard Aßmus Marc Jurczyk Jan May          | Sprintteam Thüringen   | 1:01,460   |
|        | Sascha Hübner Roger Kluge Maximilian Levy   | LV Brandenburg         | 1:01,402   |

| Frauen |                                 |              |          |
| #      | Name                            | Verein/Team  | Zeit (s) |
|        | Pauline Grabosch Kristina Vogel | LV Thüringen | 45,223   |
|        | Tatjana Paller Alina Lange      | Mix II       | 51,619   |

#### Zeitfahren
| Männer (1000 m) |                |                        |                       |
| #               | Name           | Verein/Team            | Zeit (min)            |
|                 | Joachim Eilers | Chemnitzer PSV         | 1:01,837 (Bahnrekord) |
|                 | Eric Engler    | Track Team Brandenburg | 1:03,864              |
|                 | Marc Jurczyk   | RSC Turbine Erfurt     | 1:04,515              |

| Frauen (500 m) |              |                                |          |
| #              | Name         | Verein/Team                    | Zeit (s) |
|                | Miriam Welte | 1. FC Kaiserslautern           | 35,265   |
|                | Emma Hinze   | RSC Cottbus                    | 36,205   |
|                | Lisa Klein   | Cervélo Bigla Pro Cycling Team | 37,333   |

#### Einerverfolgung
| Männer (4000 m) |              |                      |            |
| #               | Name         | Verein/Team          | Zeit (min) |
|                 | Marco Mathis | rad-net Rose Team    | 4:31,544   |
|                 | Roger Kluge  | IAM Cycling          | 4:31,889   |
|                 | Leon Rohde   | LKT Team Brandenburg | 4:36,997   |

| Frauen (3000 m) |                |                                |            |
| #               | Name           | Verein/Team                    | Zeit (min) |
|                 | Lisa Klein     | Cervélo Bigla Pro Cycling Team | 3:48,892   |
|                 | Tatjana Paller | Equipe Velo Oberland           | 3:59,007   |
|                 | Lisa Küllmer   | RSC Cottbus                    | 3:56,234   |

#### Mannschaftsverfolgung
| Männer |                                                         |                         |                       |
| #      | Name                                                    | Verein/Team             | Zeit (min)            |
|        | Maximilian Beyer Leif Lampater Lucas Liß Marco Mathis   | rad-net Rose Team       | 4:08,891 (Bahnrekord) |
|        | Jasper Frahm Leon Rohde Carl Soballa Sebastian Wotschke | LKT Team Brandenburg I  | 4:10,101              |
|        | Marcel Franz Max Kanter Robert Kessler Franz Schiewer   | LKT Team Brandenburg II | 4:19,293              |

| Frauen |                                                                        |                               |            |
| #      | Name                                                                   | Verein/Team                   | Zeit (min) |
|        | Sofie Mangertseder Tatjana Paller Katja Breitenfellner Laura Süßemilch | Team Stuttgart                | 4:58,930   |
|        | Josefine Dreier Michaela Ebert Jenny Hofmann Johanna Peters            | Sparkassen Girls Team Leipzig | 5:10,342   |
|        | Maxie Rathmann Julia Deuerlein Sandra Klotz Lena-Marie Gerstäcker      | SV Berlin                     |            |

#### Punktefahren
| Männer |                    |                   |        |
| #      | Name               | Verein/Team       | Punkte |
|        | Roger Kluge        | IAM Cycling       | 50     |
|        | Marco Mathis       | rad-net Rose Team | 37     |
|        | Christian Grasmann | RSV Irschenberg   | 30     |

| Frauen |                  |                      |        |
| #      | Name             | Verein/Team          | Punkte |
|        | Charlotte Becker | Hitec Products       | 30     |
|        | Tatjana Paller   | Equipe Velo Oberland | 24     |
|        | Lisa Küllmer     | RSC Cottbus          | 23     |

#### Scratch
| Männer |                  |                      |
| #      | Name             | Verein/Team          |
|        | Max Kanter       | LKT Team Brandenburg |
|        | Lucas Liß        | rad-net Rose Team    |
|        | Stefan Schneider | Team Sauerland       |

| Frauen |                |                 |
| #      | Name           | Verein/Team     |
|        | Alina Lange    | VCS Köln        |
|        | Daniela Gaß    | RSV Rülzheim    |
|        | Michaela Ebert | SC DHfK Leipzig |

#### Omnium
| Männer (Scratch, Temporunden, Ausscheidungsfahren, Punktefahren) |                  |                   |        |
| #                                                                | Name             | Verein/Team       | Punkte |
|                                                                  | Maximilian Beyer | rad-net Rose Team | 167    |
|                                                                  | Nico Heßlich     | RSC Cottbus       | 166    |
|                                                                  | Leif Lampater    | rad-net Rose Team | 145    |

| Frauen (Scratch, Temporunden, Ausscheidungsfahren, Punktefahren) |                |                      |        |
| #                                                                | Name           | Verein/Team          | Punkte |
|                                                                  | Anna Knauer    | Parkhotel Valkenburg | 156    |
|                                                                  | Tatjana Paller | Equipe Velo Oberland | 153    |
|                                                                  | Romy Kasper    | Boels Dolmans        | 128    |

#### Zweier-Mannschaftsfahren (Madison)
| Männer |                                |                             |              |
| #      | Name                           | Verein/Team                 | Punkte       |
|        | Nico Heßlich Achim Burkart     | RSC Cottbus RSV Irschenberg | 13           |
|        | Max Kanter Marcel Franz        | LKT Team Brandenburg        | 3            |
|        | Marcel Kalz Christian Grasmann | RSV Irschenberg             | − 1 Runde 20 |

### Junioren und Juniorinnen

#### Sprint
| Junioren |              |               |
| #        | Name         | Verein/Team   |
|          | Carl Hinze   | Schweriner SC |
|          | Nik Schröter | RSC Cottbus   |
|          | Timo Bichler | RV Dudenhofen |

| Juniorinnen |                    |                    |
| #           | Name               | Verein/Team        |
|             | Pauline Grabosch   | RSC Turbine Erfurt |
|             | Sarah Marie Wagner | SV Dassow 24       |
|             | Maraike Lange      | SSV Gera 1990      |

#### Keirin
| Junioren |                |                  |
| #        | Name           | Verein/Team      |
|          | Carl Hinze     | Schweriner SB    |
|          | Timo Bichler   | RV Dudenhofen    |
|          | Felix Zschocke | RSV 54 Venusberg |

| Juniorinnen |                    |                    |
| #           | Name               | Verein/Team        |
|             | Pauline Grabosch   | RSC Turbine Erfurt |
|             | Maraike Lange      | SSV Gera 1990      |
|             | Sarah Marie Wagner | SV Dassow 24       |

#### Teamsprint
| Junioren |                                             |                             |            |
| #        | Name                                        | Verein/Team                 | Zeit (min) |
|          | Carl Hinze Tilman Ribbeck Nick Rother       | LV Mecklenburg-Vorpommern I | 1:02,990   |
|          | Felix Groß Valentin Schumann Felix Zschocke | LV Sachsen                  | 1:03,220   |
|          | Alexander Franz Anton Höhne Nik Schröter    | LV Brandenburg              | 1:03,570   |

| Juniorinnen |                                         |                                          |          |
| #           | Name                                    | Verein/Team                              | Zeit (s) |
|             | Emma Götz Pauline Grabosch              | RV Elxleben RSC Turbine Erfurt           | 46,802   |
|             | Lea Sophie Friedrich Sarah Marie Wagner | RST Dassow SV Dassow 24                  |          |
|             | Alessa-Catriona Pröpster Lena Ostler    | RSG Zollern Alb '82 Equipe Velo Oberland |          |

#### Zeitfahren
| Junioren (1000 m) |                |                       |            |
| #                 | Name           | Verein/Team           | Zeit (min) |
|                   | Nik Schröter   | RSC Cottbus           | 1:07,111   |
|                   | Felix Zschocke | RSV 54 Venusberg      | 1:07,476   |
|                   | Nick Rother    | Schweriner Sport Club | 1:08,071   |

| Juniorinnen (500 m) |                  |                        |          |
| #                   | Name             | Verein/Team            | Zeit (s) |
|                     | Pauline Grabosch | RSC Turbine Erfurt     | 35,221   |
|                     | Franziska Brauße | TSV Betzingen          | 39,705   |
|                     | Eva Barthelmes   | RV Union 1886 Nürnberg | 39,960   |

#### Einerverfolgung
| Junioren (3000 m) |                           |                                |            |
| #                 | Name                      | Verein/Team                    | Zeit (min) |
|                   | Felix Groß                | RSV 54 Venusberg               | 3:31,406   |
|                   | Juri Hollmann             | RSC Cottbus                    | 3:32,578   |
|                   | Per Christian Münstermann | SG Radschläger 1970 Düsseldorf | 3:35,470   |

| Juniorinnen (2000 m) |                    |                      |            |
| #                    | Name               | Verein/Team          | Zeit (min) |
|                      | Franziska Brauße   | TSV Betzingen        | 2:35,434   |
|                      | Lea Lin Teutenberg | FC Lexxi Speedbike   | 2:44,929   |
|                      | Lena Ostler        | Equipe Velo Oberland | 2:39,540   |

#### Mannschaftsverfolgung
| Junioren |                                                                     |                        |            |
| #        | Name                                                                | Verein/Team            | Zeit (min) |
|          | Carlos Ambrosius Richard Banusch Bastian Flicke Juri Hollmann       | LV Brandenburg         |            |
|          | Robert Deike Luca Felix Happke René Otterbein Felix Imbery          | LV Nordrhein-Westfalen | eingeholt  |
|          | Fabian Käßmann Johannes Banzer Henrik Pakalski Michel Aschenbrenner | LV Thüringen           |            |

| Juniorinnen |                                                                 |                        |            |
| #           | Name                                                            | Verein/Team            | Zeit (min) |
|             | Annika Teschke Lena Ostler Lea Lin Teutenberg Franziska Brauße  | ARGE Baden-Württemberg | 5:02, 869  |
|             | Christin Bolesta Jasmin Cunert Hannah Steffen Vanessa Wolfram   | Mix Team               | 5:05,646   |
|             | Luise Ollick Lotta Schoenemeyer Eleonora Schütz Marie Wawrzinek | SV Berlin              | 5:20,549   |

#### Punktefahren
| Junioren (72 Runden à 333,33 m) |                           |                                |        |
| #                               | Name                      | Verein/Team                    | Punkte |
|                                 | Richard Banusch           | RSC Cottbus                    | 40     |
|                                 | Per Christian Münstermann | SG Radschläger 1970 Düsseldorf | 34     |
|                                 | Tobias Nolde              | RSC Sachsenblitz Burgstädt     | 30     |

| Juniorinnen (60 Runden à 333,33 m) |                    |                      |        |
| #                                  | Name               | Verein/Team          | Punkte |
|                                    | Franziska Brauße   | TSV Betzingen        | 33     |
|                                    | Lena Ostler        | Equipe Velo Oberland | 26     |
|                                    | Lea Lin Teutenberg | FC Lexxi Speedbike   | 17     |

#### Omnium
| Junioren (Scratch, Temporunden, Ausscheidungsfahren, Punktefahren) |                           |                                |        |
| #                                                                  | Name                      | Verein/Team                    | Punkte |
|                                                                    | Per Christian Münstermann | SG Radschläger 1970 Düsseldorf | 128    |
|                                                                    | Rico Brückner             | SG Muldental Grimm             | 108    |
|                                                                    | Carlos Ambrosius          | RSC Cottbus                    | 105    |

| Juniorinnen (Scratch, Temporunden, Ausscheidungsfahren, Punktefahren) |                     |                    |        |
| #                                                                     | Name                | Verein/Team        | Punkte |
|                                                                       | Vanessa Wolfram     | RSC Turbine Erfurt | 133    |
|                                                                       | Franziska Koch      | RSV Unna 1968      | 122    |
|                                                                       | Ricarda Bauernfeind | RSG Ansbach        | 114    |

#### Zweier-Mannschaftsfahren (Madison)
| Junioren |                                             |                        |        |
| #        | Name                                        | Verein/Team            | Punkte |
|          | Rico Brückner Maximilian Zschocke           | LV Sachsen             | 18     |
|          | Fabian Käßmann Michel Aschenbrenner         | LV Thüringen           | 17     |
|          | Luca Felix Happke Per Christian Münstermann | LV Nordrhein-Westfalen | 15     |

## Galerie der Meisterinnen und Meister

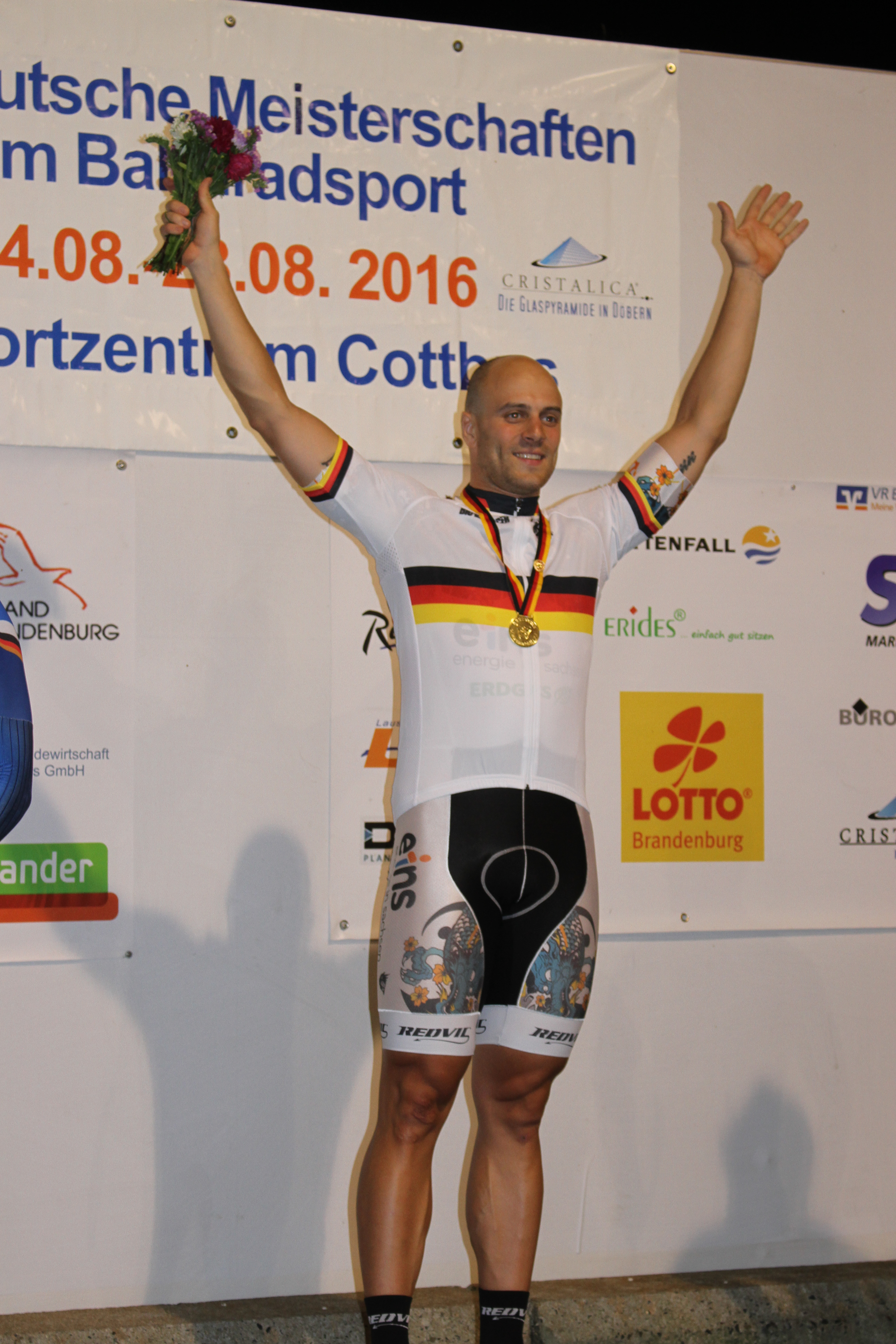
Sprint und Keirin: Maximilian Levy
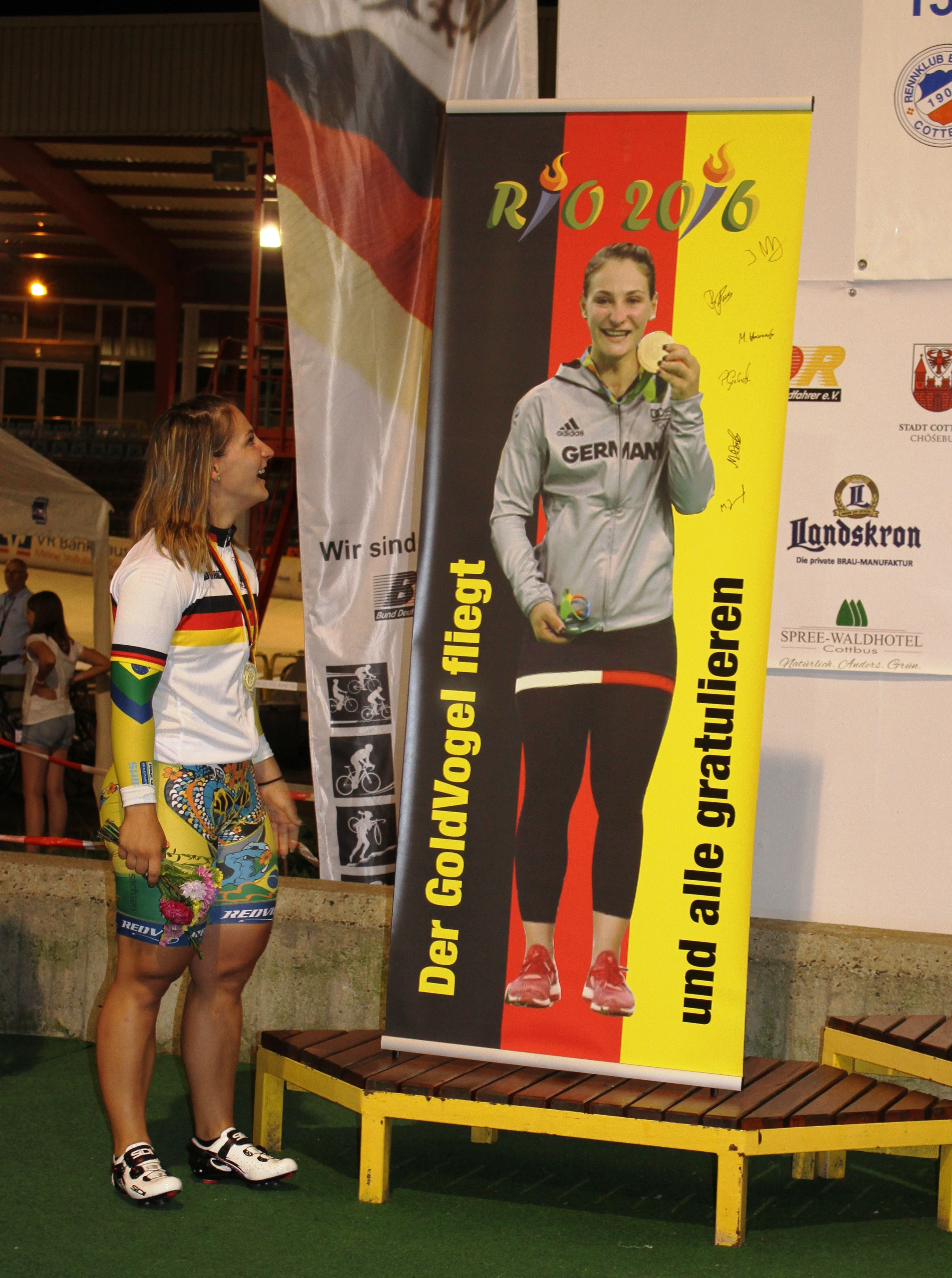
Sprint und Teamsprint: Kristina Vogel
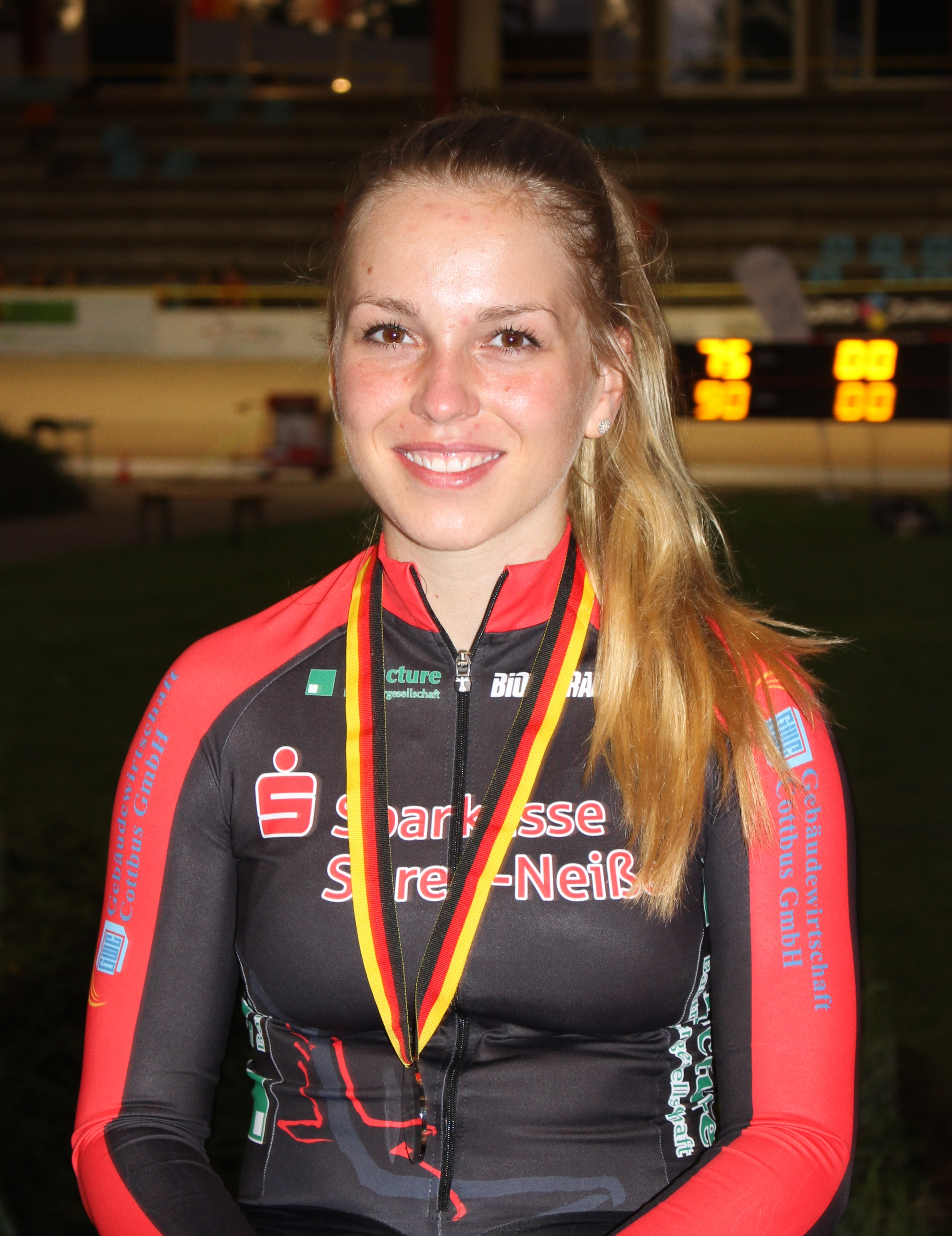
Keirin: Emma Hinze
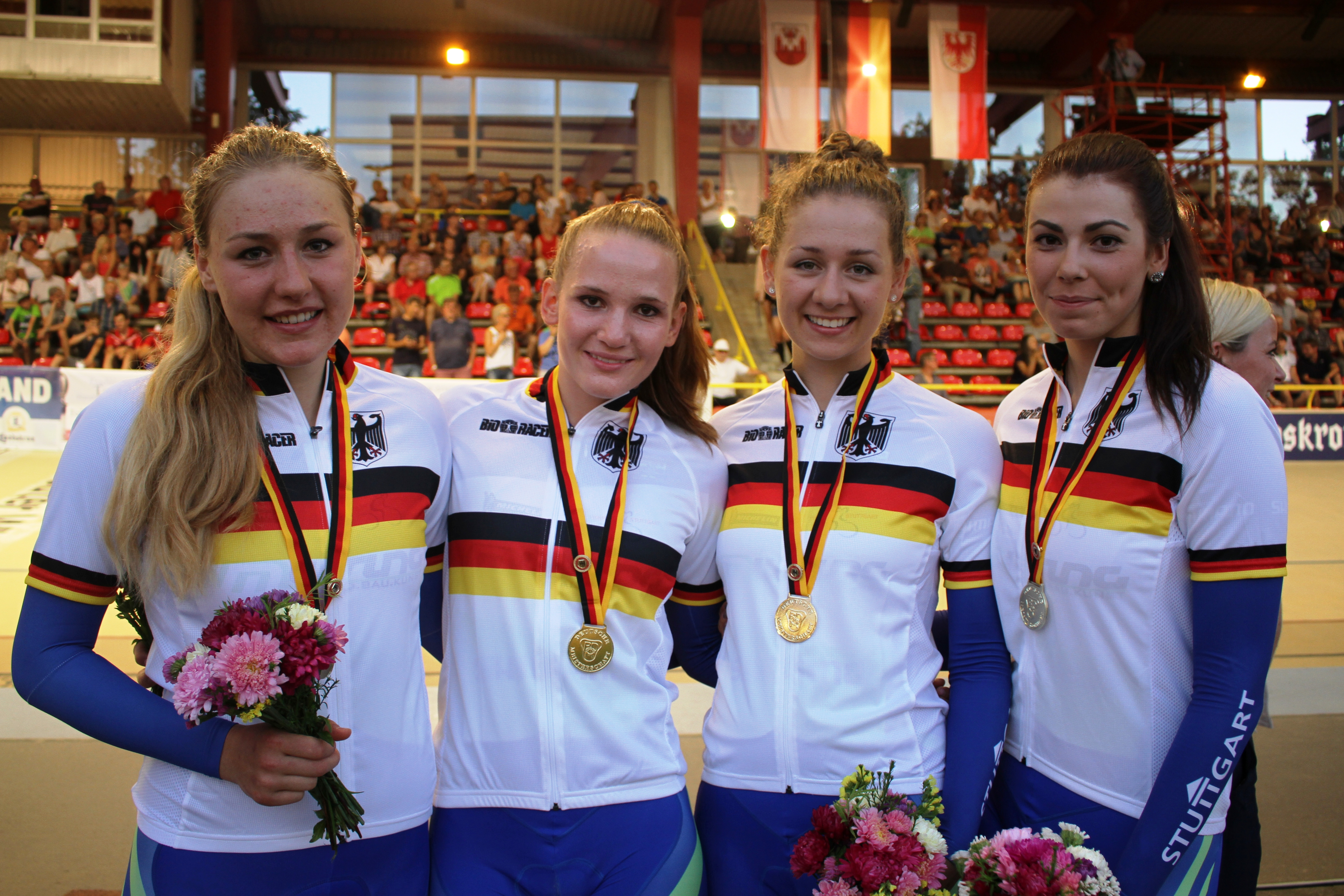
Mannschaftsverfolgung: Team Stuttgart
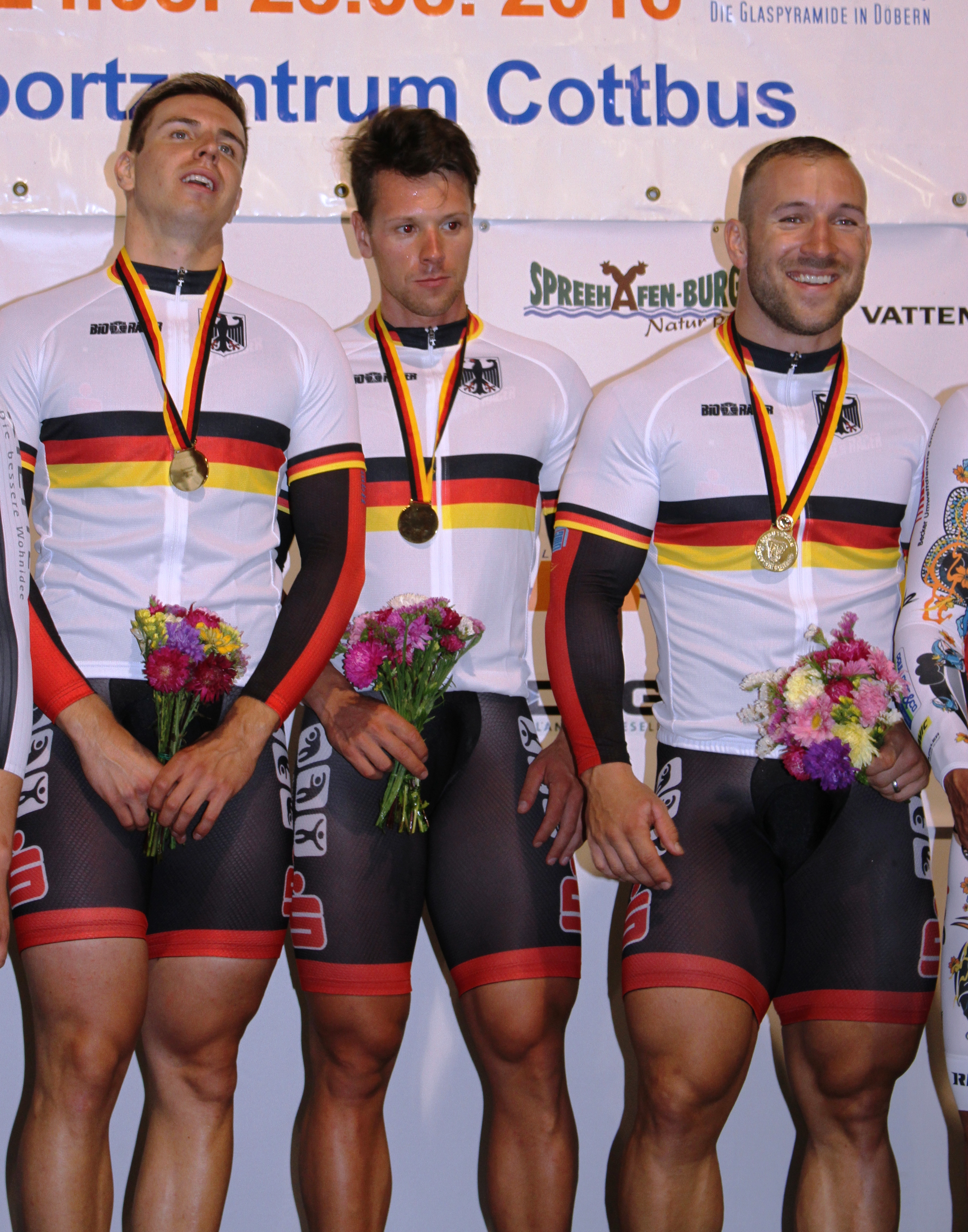
Teamsprint: Sprintteam Thüringen
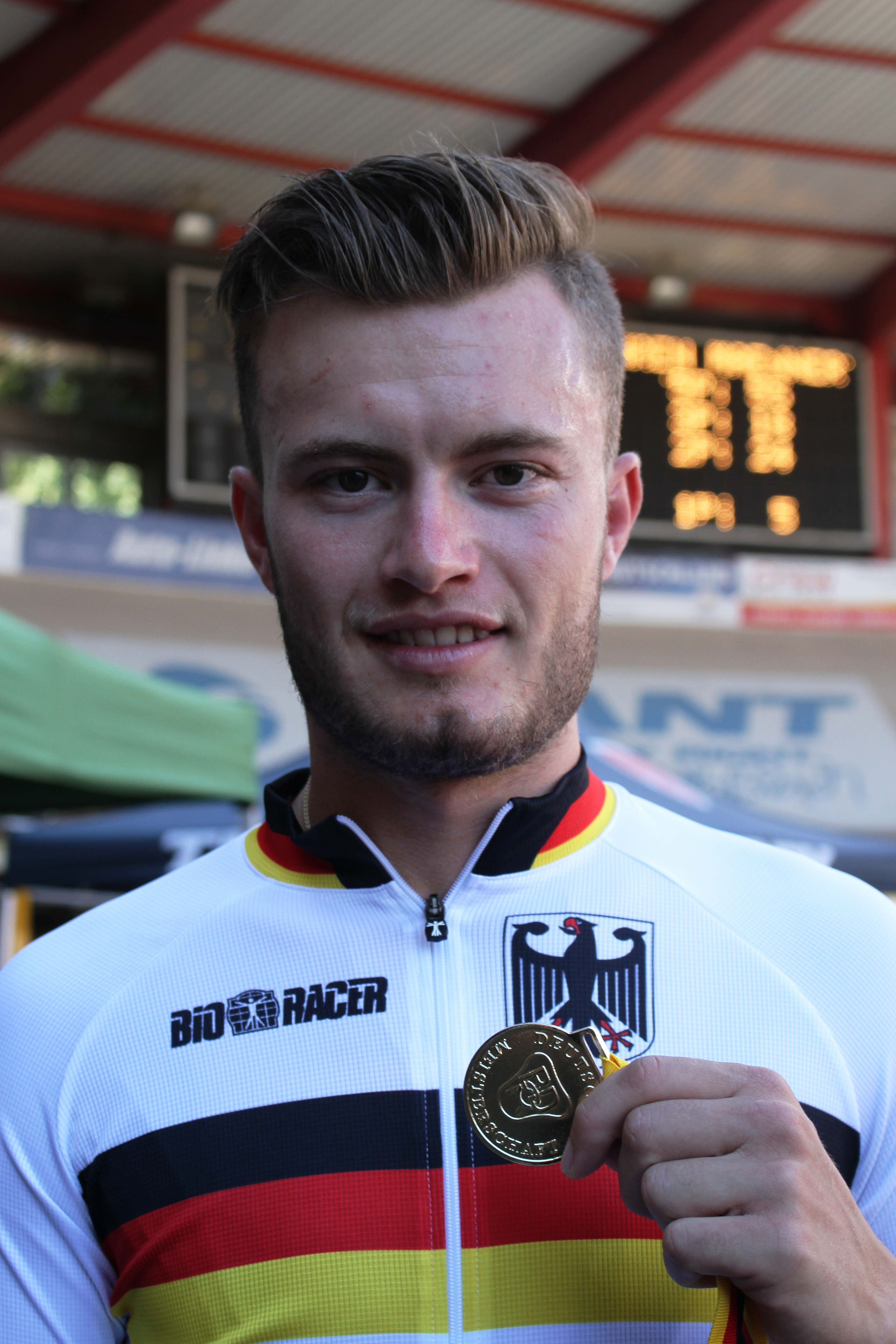
Einerverfolgung: Marco Mathis
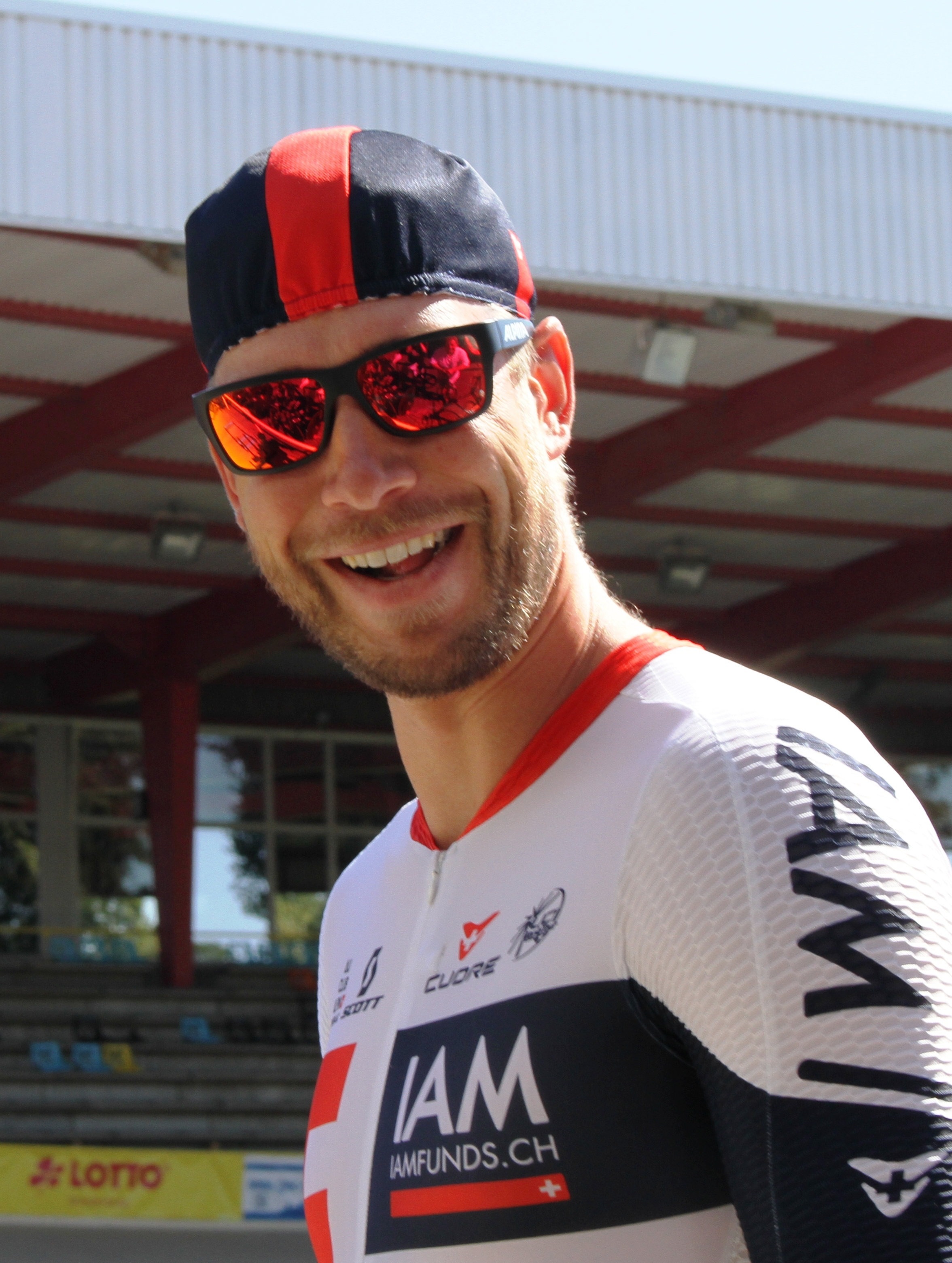
Punktefahren: Roger Kluge
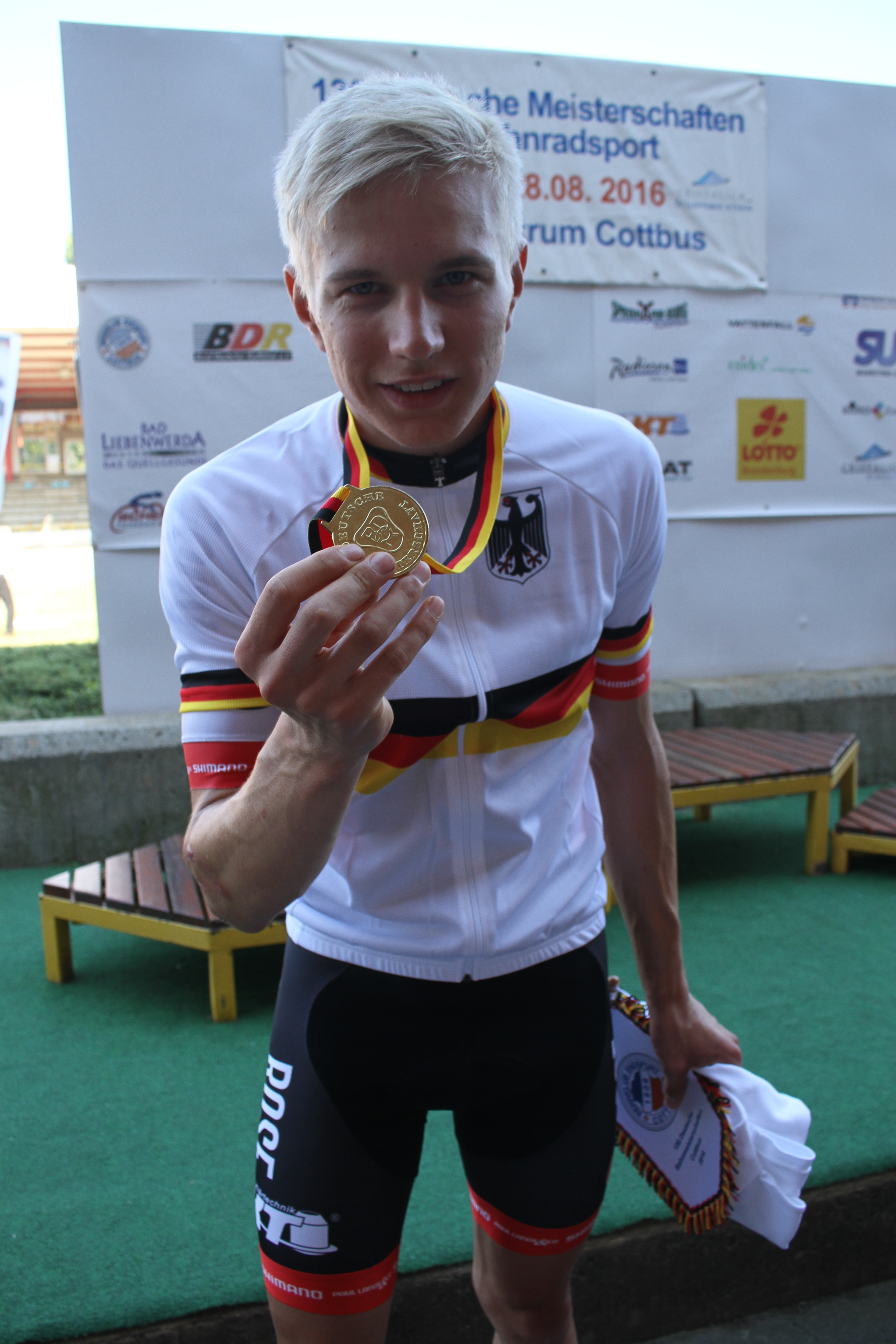
Scratch: Max Kanter
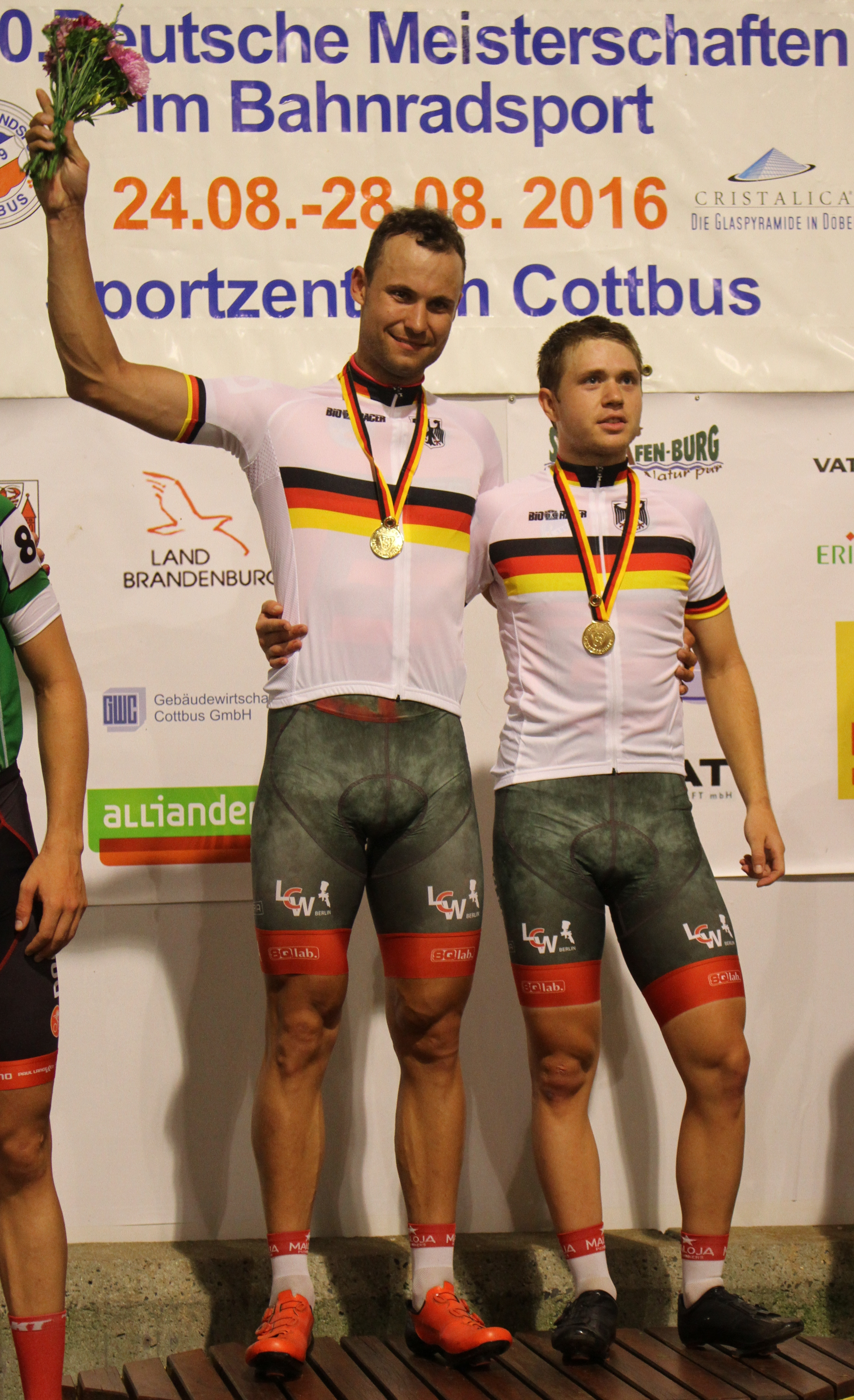
Zweier-Mannschaftsfahren: Nico Heßlich und Achim Burkart
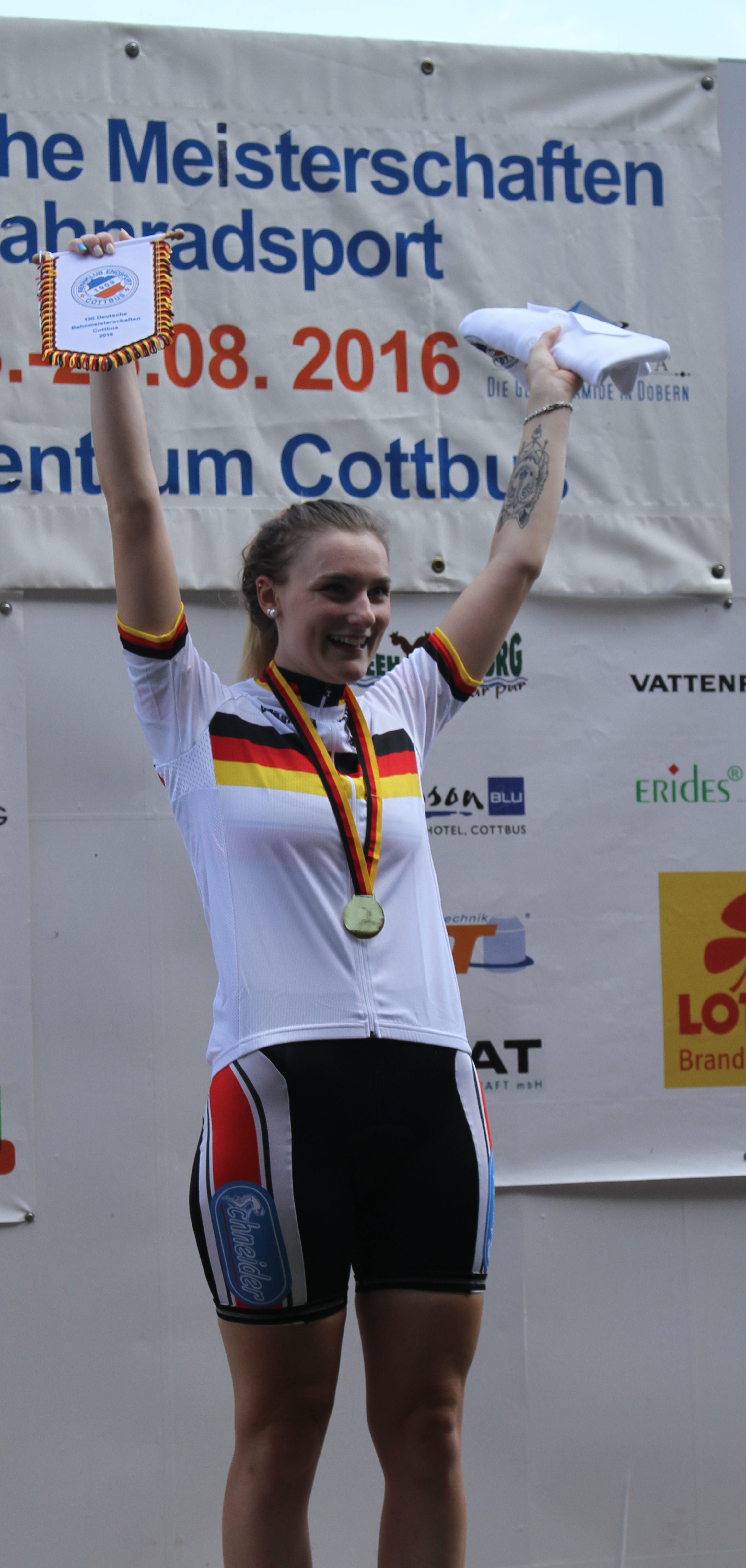
Scratch: Alina Lange
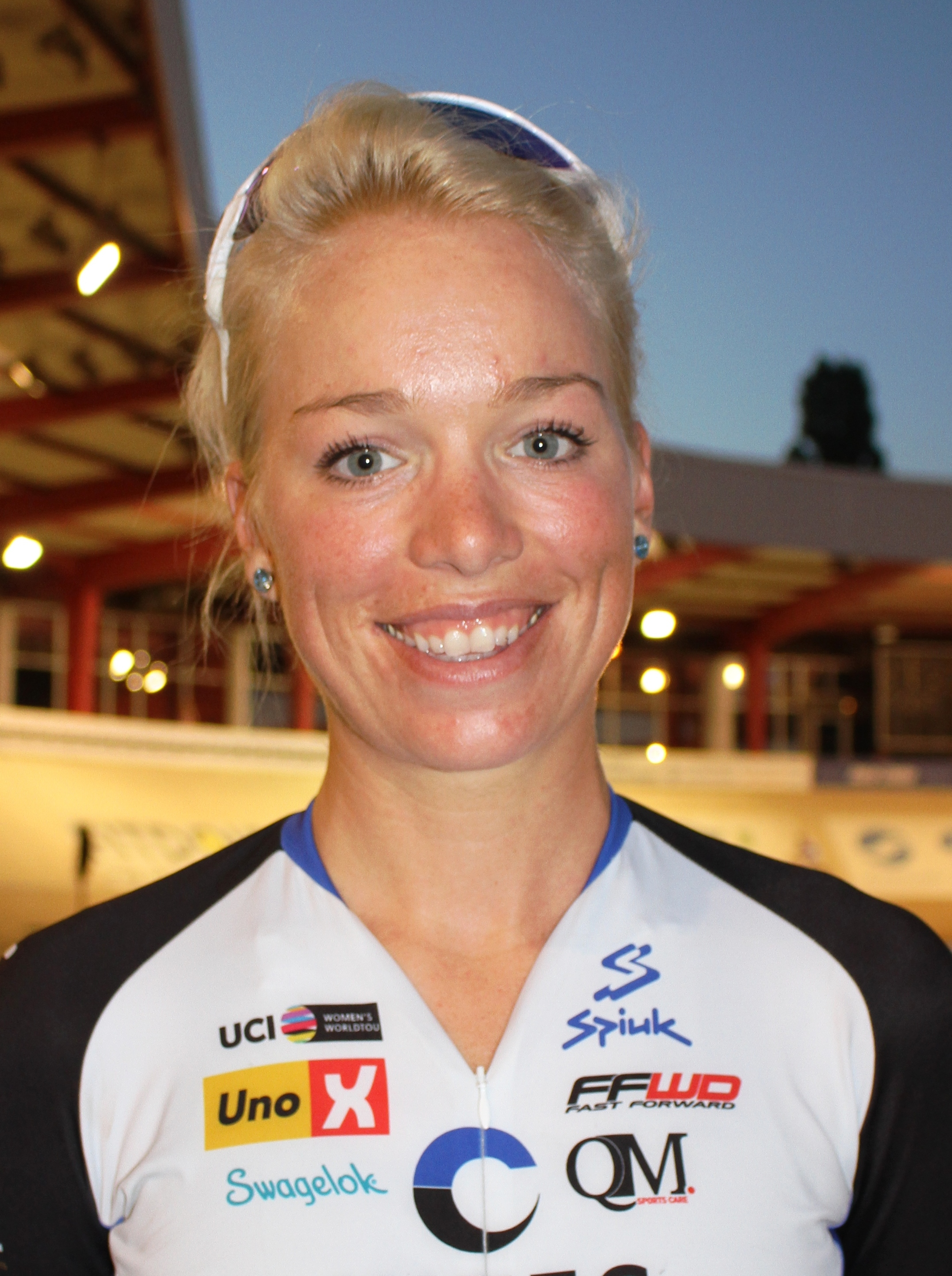
Punktefahren: Charlotte Becker
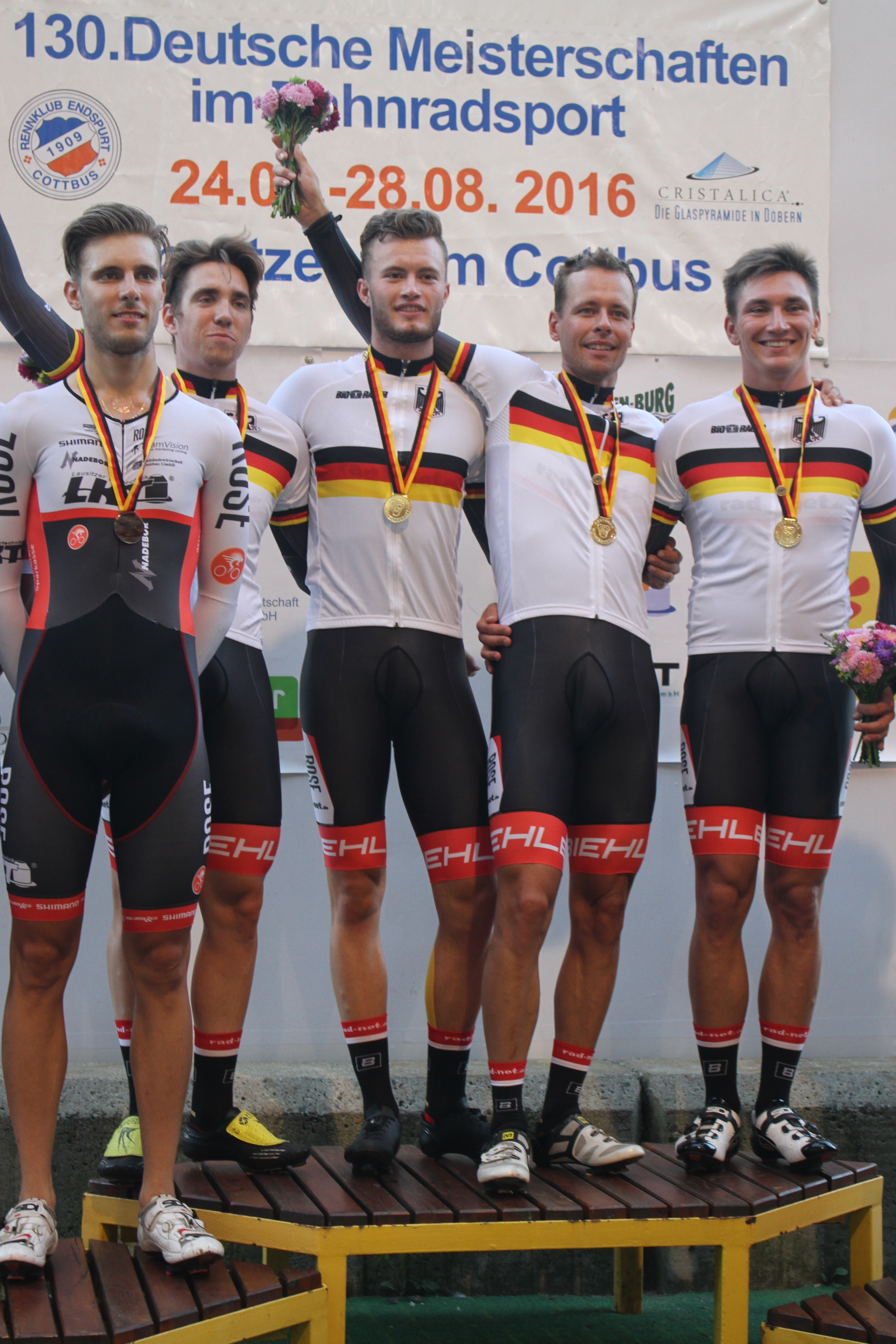
Mannschaftsverfolgung: rad-net Rose Team